# Бекназар-Ханинга, Лейло Акназаркызы
Лейло Акназаркызы Бекназар-Ханинга (девичья фамилия Абзелбаева; 6 февраля 1960; Алма-Ата, КазССР, СССР) — казахская актриса

 кино и театра, театральный педагог. Заслуженный деятель Казахстана (2001), профессор искусствоведение (2011).
Лауреат премии Союза Молодёжи Казахстана (1996) и Национальной театральной премии «Сахнагер» (2018).

## Биография
Родилась 6 февраля 1960 года в г. Алма-Ате.
В 1981 году окончила Алма-Атинский художественный театральный институт по специальности артист драматического театра и кино (курс народной артистки СССР, профессора Хадиша Бокеевой).
С 1981 по 1999 год — актриса Казахского государственного академического театра драмы имени Мухтара Ауэзова (г. Алма-Ата).
С 1999 года по настоящее время — актриса Казахского государственного академического музыкально-драматического театра имени Куанышбаева (г. Астана).
С 2002 года по настоящее время — преподаватель, профессор, заведующая (до 2010 года) кафедрой актёрского искусства и режиссуры (ныне кафедра Актёр и режиссура драматического театра) Казахского национального университета искусств (г. Астана).

### Семья
- Муж: Юрий Ханинга-Бекназар (1949—2025) — казахстанский театральный режиссёр и педагог, профессор. Заслуженный деятель Республики Казахстан.

## Творчество

### Роли в театре
Казахский государственный академический театр драмы имени М. О. Ауэзова
Из казахской и мировой классики и современной драматургии:
- каз. «Айман-Шолпан» Мухтар Ауэзов — Шолпан.
- каз. «Жоғалған дос» Ахтанов, Тахави — Галия.
- каз. «Тоят түні» Баккожа Мукай — Баян.
- каз. «Мен ішпеген у бар ма?» Иран-Гайып — Айгерим.
- каз. «Шыңғыс хан» Иран-Гайып — Кулан.
- каз. «Асауға тұсау» У. Шекспир — Катарина.
- каз. «Кебенек киген арулар» Булат Атабаев, Армиал Тасымбеков — Жания.
- каз. «Кесіртке» Волдин — Женщина.
- каз. «Жұлдызым менің жоғары» Софы Сматаев — Шолпан.
- каз. «Сұлтан болсам егер мен» Ермек Аманшаев — Зарина и др.

Казахский музыкально-драматический театр имени К. Куанышбаева
Из казахской и мировой классики и современной драматургии:
- «Дядя Ваня» А. Чехов — Елена Андреевна.
- «Тартюф, или Обманщик» Мольер — Дарина.
- «Кровь и пот» Абдижамил Нурпеисов — Акбала.
- каз. «Қара Қыпшақ Қобыланды» Мухтар Ауэзов — Карлыга.
- каз. «Айман-Шолпан» Мухтар Ауэзов — Тенге.
- каз. «Шыңғысханның соңғы күндері» Шаханов, Мухтар — Акерке.
- каз. «Алтын тордағы тоты» Дулат Исабеков — Актриса.
- каз. «Үйлену» Еркин Жуасбек — Дерекуль.
- каз. «Сен үшін» Еркин Жуасбек — Женщина.
- каз. «Ізгілік формуласы» Шевре, Жан-Мари — Маривонн.
- каз. «Фариза»[1] Роза Муканов — Судьба и др.

### Фильмография
|    | Год  | Название                            | Роль                           | Режиссёр                            | Студия      |
| -- | ---- | ----------------------------------- | ------------------------------ | ----------------------------------- | ----------- |
| 1  | 1978 | «Стужа»                             | Гуля главная роль              |                                     |             |
| 2  | 1978 | «Степные рассказы начальник охраны» | Куляш главная роль             | Амангельды Тажбаев                  | Казахфильм  |
| 3  | 1979 | «Провинциальный роман»              | Зарема                         | Мелис Убукеев                       | Киргизфильм |
| 4  | 2011 | «Жас улан» сериал                   | актриса                        | Серикбол Утепбергенов, Игорь Зайцев |             |
| 5  | 2017 | «Ана жүрегі» (сердце матери) сериал | Райгуль Ахметовна главная роль | Санжар Омаров                       |             |
| 6  | 2017 | «Бибол»                             | Директор детского дома         | Талгат Теменов                      | Казахфильм  |
| 7  | 2018 | «Рауан» сериал                      | актриса                        | Санжар Омаров                       |             |
| 8  | 2018 | «Любовь. Надежда. Астана» сериал    | Мать                           | Иван Глубоков, Олжас Ермекбаев      |             |
| 9  | 2019 | «Келинжан»                          | Кульимхан апа главная роль     | Ернар Нургалиев                     |             |
| 10 | 2020 | «Келинжан — 2»                      | Кульимхан апа главная роль     | Ернар Нургалиев                     |             |
| 11 | 2021 | «Келинжан — 3»                      | Кульимхан апа главная роль     | Ернар Нургалиев                     |             |

## Награды и звания
- 1996 — Премия Союза Молодёжи Казахстана;
- 2001 — присвоено почётное звание «Қазақстанның еңбек сіңірген қайраткері» (Заслуженный деятель Казахстана) — за заслуги в отечественном театральном искусстве и общественную активность.;[6]
- 2001 — Медаль «10 лет независимости Республики Казахстан»;
- 2010 — Орден «Курмет»;[7]
- 2011 — присвоено учёное звание «Профессор искусствоведение»;[8]
- 2016 — Орден «Парасат»;[9]
- 2018 — Национальная театральная премия «Сахнагер» в номинации «За особый вклад в развитие театрального искусства»;[10][11][12]